# Kohlsia azuerensis
Kohlsia azuerensis är en loppart som beskrevs av Tipton et Mendez 1966. Kohlsia azuerensis ingår i släktet Kohlsia och familjen fågelloppor. Inga underarter finns listade i Catalogue of Life.